# História da migração humana
A migração humana é o movimento de pessoas de um lugar para outro, especialmente de países diferentes, com a intenção de se estabelecerem temporária ou permanentemente no novo local. Normalmente envolve movimentos por longas distâncias e de um país ou região para outro. O número de pessoas envolvidas em cada onda de imigração difere dependendo das circunstâncias específicas.
Historicamente, a migração humana primitiva inclui o povoamento do mundo, ou seja, a migração para regiões do mundo onde anteriormente não havia habitação humana, durante o Paleolítico Superior. Desde o Neolítico, a maior parte das migrações (exceto o povoamento de regiões remotas como o Ártico ou o Pacífico ), foram predominantemente bélicas, consistindo na conquista ou Landnahme por parte de populações em expansão. [carece de fontes?] O colonialismo envolve a expansão de populações sedentárias em territórios anteriormente pouco povoados ou territórios sem assentamentos permanentes. No período moderno, a migração humana assumiu principalmente a forma de migração dentro e entre estados soberanos existentes, controlada (imigração legal) ou não controlada e em violação das leis de imigração (imigração ilegal).
A migração pode ser voluntária ou involuntária. A migração involuntária inclui a deslocação forçada (sob várias formas, como a deportação, o comércio de escravos, a fuga (refugiados de guerra e a limpeza étnica), todas as quais podem resultar na criação de diásporas.

## Migração pré-moderna
Estudos mostram que a migração pré-moderna das populações humanas começa com o movimento do Homo erectus para fora de África através da Eurásia há cerca de 1,75 milhões de anos. O Homo sapiens parece ter ocupado toda a África há cerca de 150 mil anos; alguns membros desta espécie saíram da África há 70.000 anos (ou, de acordo com estudos mais recentes, já há 125.000 anos para a Ásia, e até mesmo há 270.000 anos). Sugere-se que as populações não-africanas modernas descendem principalmente de uma migração posterior para fora da África entre 70.000 e 50.000 anos atrás, que se espalhou pela Austrália, Ásia e Europa por volta de 40.000 a.C. A migração para as Américas ocorreu há 20.000 a 15.000 anos. O retorno das migrações da Eurásia Ocidental para a África ocorreram entre 30.000 e 15.000 anos atrás, bem como o retorno das migrações pré-neolíticas e neolíticas, seguidas pela expansão árabe na época medieval.

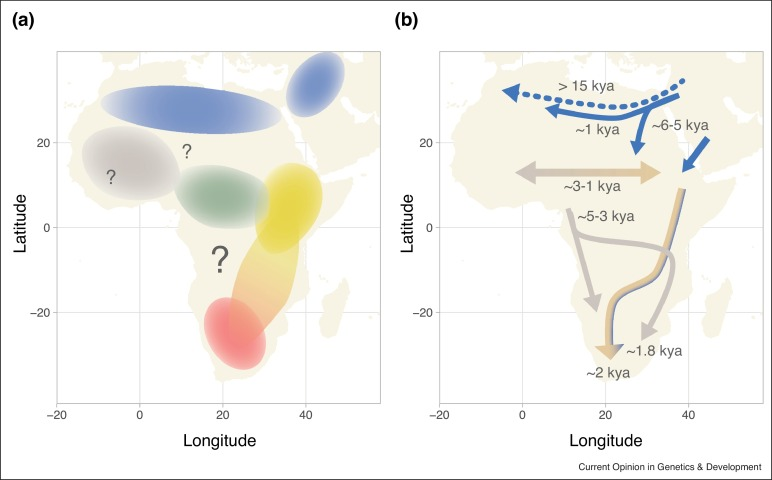
Eventos de migração pré-neolítica e neolítica na África.

Há 2 mil anos, os humanos estabeleceram assentamentos na maioria das ilhas do Pacífico. Os principais movimentos populacionais incluem nomeadamente aqueles postulados como associados à Revolução Neolítica e à expansão indo-europeia. As grandes migrações medievais, incluindo a expansão turca, deixaram vestígios significativos. Em alguns lugares, como a Turquia e o Azerbaijão, houve uma transformação cultural substancial após a migração de populações de elite relativamente pequenas. Os historiadores veem paralelos entre a migração de elite nas conquistas romana e normanda da Grã-Bretanha, enquanto "a mais calorosamente debatida de todas as transições culturais britânicas é o papel da migração na mudança relativamente repentina e drástica da Romano-Grã-Bretanha para a Anglo-Saxônica". O que pode ser explicado por uma possível "migração substancial dos cromossomos Y anglo-saxões para a Inglaterra (contribuindo com 50-100% para o pool genético da época)."
Os primeiros humanos migraram devido a muitos factores, tais como alterações climáticas e paisagísticas e recursos alimentares insuficientes para os níveis da população. As evidências indicam que os ancestrais dos povos austronésios se espalharam do sul da China continental para a ilha de Taiwan há cerca de 8.000 anos. As evidências da linguística histórica sugerem que os povos marítimos migraram de Taiwan, talvez em ondas distintas separadas por milênios, para toda a região abrangida pelas línguas austronésicas. Os estudiosos acreditam que esta migração começou há cerca de 6.000 anos. A migração indo-ariana do Vale do Indo para a planície do rio Ganges, no norte da Índia, é presumida  ter ocorrido na Idade Bronze Média e Tardia, contemporânea da fase Harappan Superior na Índia (por volta de 1700 a 1300 a.C). A partir de 180 a.C., seguiram-se uma série de invasões da Ásia Central no noroeste do subcontinente indiano, incluindo aquelas lideradas pelos indo-gregos, indo-citas, indo-partas e kushans.
A partir de 728 a.C., os gregos iniciaram 250 anos de expansão, estabelecendo colónias em vários lugares, incluindo Sicília e Marselha. A Europa da era clássica fornece evidências de dois grandes movimentos migratórios: os povos celtas no primeiro milénio a.C, e o período de migração posterior do primeiro milénio d.C vindo do Norte e do Leste. Uma migração (ou submigração) menor envolveu a mudança dos magiares para a Panônia (atual Hungria) no século IX d.C. Os povos turcos espalharam-se da sua terra natal, no Turquestão moderno, através da maior parte da Ásia Central, para a Europa e o Oriente Médio entre os séculos VI e XI d.C. Pesquisas recentes sugerem que Madagascar era desabitada até a chegada de marinheiros austronésios da atual Indonésia durante os séculos V e VI d.C. As migrações subsequentes, tanto do Pacífico como de África, consolidaram ainda mais esta mistura original  dando origem ao povo malgaxe.

### Literatura
Livros
- Bauder, Harald. Labor Movement: How Migration Regulates Labor Markets, New York: Oxford University Press, 2006.
- Behdad, Ali. A Forgetful Nation: On Immigration and Cultural Identity in the United States, Duke UP, 2005.
- Chaichian, Mohammad. Empires and Walls: Globalization, Migration, and Colonial Control, Leiden: Brill, 2014.
- Jared Diamond, Guns, germs and steel. A short history of everybody for the last 13'000 years, 1997.
- De La Torre, Miguel A., Trails of Terror: Testimonies on the Current Immigration Debate, Orbis Books, 2009.
- Fell, Peter and Hayes, Debra. What are they doing here? A critical guide to asylum and immigration, Birmingham (UK): Venture Press, 2007.
- Hoerder, Dirk. Cultures in Contact. World Migrations in the Second Millennium, Duke University Press, 2002
- Kleiner-Liebau, Désirée. Migration and the Construction of National Identity in Spain, Madrid / Frankfurt, Iberoamericana / Vervuert, Ediciones de Iberoamericana, 2009. ISBN 978-8484894766.
- Knörr, Jacqueline. Women and Migration. Anthropological Perspectives, Frankfurt & New York: Campus Verlag & St. Martin's Press, 2000.
- Knörr, Jacqueline. Childhood and Migration. From Experience to Agency, Bielefeld: Transcript, 2005.
- Manning, Patrick. Migration in World History, New York and London: Routledge, 2005.
- Migration for Employment, Paris: OECD Publications, 2004.
- OECD International Migration Outlook 2007, Paris: OECD Publications, 2007.
- Pécoud, Antoine and Paul de Guchteneire (Eds): Migration without Borders, Essays on the Free Movement of People  (Berghahn Books, 2007)
- Abdelmalek Sayad. The Suffering of the Immigrant, Preface by Pierre Bourdieu, Polity Press, 2004.
- Stalker, Peter. No-Nonsense Guide to International Migration, New Internationalist, second edition, 2008.
- The Philosophy of Evolution (A.K. Purohit, ed.), Yash Publishing House, Bikaner, 2010. ISBN 8186882359.